# 野長瀬正夫
野長瀬 正夫（のながせ まさお、1906年2月8日 - 1984年4月22日）は、日本の詩人、児童文学作家、翻訳家。

## 人物
奈良県十津川村生まれ。十津川中学文武館（現・奈良県立十津川高等学校）卒業。在学中より詩作を開始。小学校教員、金の星社の編集者などをしながら、昭和初年、プロレタリア文学運動に関わって詩や少年小説を書き、戦後一時期少女小説を書く。金の星社顧問も務めた。

## 受賞
- 『あの日の空は青かった』（1971年、サンケイ児童出版文化賞）
- 詩集『小さなぼくの家』（1976年、野間児童文芸賞、赤い鳥文学賞）
- 詩集『小さな愛のうた』（1979年、第4回日本児童文芸家協会賞）

## 著書
- 『刑務所の広場にも花が咲いた 詩集』（わが人生社） 1928
- 『悲しきパン 第二詩集』（民謡月刊社、プロレタリヤ抒情詩集)　1929
- 『若き女教師たち 短篇集』（文化書房） 1931
- 『学芸会実演児童劇集』（岡本てうわ共著、文化書房） 1932
- 『殉情詩集』（少女画報新泉社） 1940
- 『女学生たち』（富士書店） 1941
- 『故園の詩』（洛陽書院） 1941
- 『青春詩集』（淡海堂） 1942
- 『熊野浜歌 詩集』（みたみ出版） 1944
- 『青空の歌』（臼井書房、女学生文庫） 1948
- 『湖畔物語』（臼井書房、女学生叢書） 1948
- 『乙女の灯』（梧桐書院） 1948
- 『あこがれ 少女詩集』（永隆） 1949
- 『幻の馬』（きんらん社、名作少年少女絵物語） 1955
- 『山のよびごえ』（金の星社、児童小説シリーズ） 1958
- 『叙情詩集』（金の星社） 1959
- 『朝子の坂道』（東都書房） 1960
- 『銃をすてろ』（金の星社、西部小説選集） 1962
- 『そらのはくちょう』（金の星社、ひらかな童話集） 1965
- 『日本叙情』（南北社） 1965
- 『あの日の空は青かった 少年少女詩集』（金の星社） 1970、のちフォア文庫
- 『アラモに死す 平原児デイビー・クロケットー』（金の星社、ウエスタン・ノベルズ） 1972
- 『小さなぼくの家』（講談社）1976、のち文庫、のち青い鳥文庫
- 『あのひと ロマン詩集』（金の星社） 1976
- 『少年は川をわたった』（PHP研究所） 1977
- 『ゴッホ』（集英社、母と子の世界の伝記45） 1978
- 『小さな愛のうた 詩集』（金の星社） 1979
- 『ゆうちゃんとこびと』（フレーベル館） 1979
- 『夕日の老人ブルース 詩集』（かど創房） 1981
- 『ぼくは歩いていく』（講談社） 1982
- 『野長瀬正夫詩集』（踏青社） 1989

## 翻訳
- 『アンデルセン名作集02 -マッチ売りの少女』（アンデルセン、金の星社） 1960
  - 『マッチ売りの少女』（金の星社、アンデルセン・グリム名作選集04） 1967
- 『深夜の追跡』（ウイリアム・アイリッシュ、金の星社、少女世界推理名作選集） 1963
- 『白い顔 黒い手』（キャロリン・キーン、金の星社、少女世界推理名作選集） 1965
- 『屋根裏の幽霊』（マーガレット・サットン、金の星社、少女世界推理名作選集） 1966
- 『くりすます・かろる』（チャールズ・ディケンズ、金の星社、せかいの名作ぶんこ） 1976
- 『あおいとり』（モーリス・メーテルリンク、金の星社、せかいの名作ぶんこ） 1978
- 『海辺の殺人』（アガサ・クリスティー、金の星社、少女・世界推理名作選集） 1979

その他児童向け外国文学の編訳多数